# Гужица (гмина)
Гужица (пол. Górzyca) — сельская гмина (волость) в Польше, входит как административная единица в Слубицкий повет, Любушское воеводство. Население — 4115 человек (на 2004 год).

## Соседние гмины
1. Костшин-над-Одрой
2. Гмина Осьно-Любуске
3. Гмина Жепин
4. Гмина Слоньск
5. Гмина Слубице